# ان‌جی‌سی ۷۰۲۲
ان‌جی‌سی ۷۰۲۲ (انگلیسی: NGC 7022) یک کهکشان عدسی شکل میله‌ای است که در فاصله ۹۵ میلیون سال نوری از زمین در صورت فلکی هندی واقع شده است. این کهکشان توسط اخترشناس جان هرشل در ۲ اکتبر ۱۸۳۴ کشف شد.